# Chăn dắt tình dục
Chăn dắt tình dục (tiếng Anh: sexual grooming) là việc cố ý tạo dựng mối quan hệ gắn bó lâu dài về tình dục với nạn nhân, thường là trẻ nhỏ, cho tới khi họ không nhận thức được hành vi lạm dụng đó là sai trái nữa. Chăn dắt xảy ra trong nhiều hoàn cảnh khác nhau, có thể là trực tiếp hoặc gián tiếp. Nạn nhân dễ gặp các vấn đề về tâm lý, bao gồm lo âu, trầm cảm, hậu chấn tâm lý và thúc giục tự tử.

## Ảnh hưởng
Chăn dắt tình dục có thể ảnh hưởng lớn tới nạn nhân, nhất là ở trẻ nhỏ. Trẻ có thể cảm thấy chính bản thân mình là người có lỗi, và không ý thức được những hành vi mà kẻ hãm hại gây ra là sai. Người từng bị chăn dắt đôi khi gặp khó khăn trong giao tiếp xã hội, trở nên ngờ vực khi nhận được sự quan tâm hay yêu thương.
Một trong những kiểu chăn dắt tình dục phổ biến là cô lập nạn nhân và xây dựng hình ảnh không đáng tin về những mối quan hệ xung quanh, khiến cho họ càng thêm khó khăn trong giao tiếp với gia đình, bạn bè.

## Pháp luật

### Canada
Canada ban hành luật trong đó việc "giao tiếp với trẻ em qua hệ thống máy tính để thực hiện các hành vi liên quan đến tình dục" là phạm pháp.

### Costa Rica
Từ tháng 4 năm 2013, nước này cấm dụ dỗ trẻ em bằng các phương tiện điện tử, phạt 1-3 năm tù với người có hành vi lôi kéo trẻ em dưới 15 tuổi tham gia hoạt động tình dục hoặc khiêu dâm.

### Đức
Dụ dỗ trẻ (dưới 14 tuổi) vào các hoạt động tình dục, hoặc sử dụng các phương tiện liên lạc để dụ dỗ trẻ tham gia hoạt động tình dục, khiêu dâm, là phạm pháp. Từ tháng 1 năm 2020, luật mở rộng tới cả việc chăn dắt trực tuyến cha mẹ của nạn nhân hoặc điều tra viên, vì nghĩ rằng họ là trẻ em.

### Nhật Bản
Năm 2023, luật bổ sung hành vi chăn dắt tình dục, thị dâm (nhìn lén), đề nghị ảnh khoả thân của trẻ em dưới 16 tuổi là phạm pháp.